# UDR (groupe)
Pour les articles homonymes, voir UDR et Groupe UDR.
UDR (stylisé U.D.R.) est un groupe brésilien de comedy rock, originaire de Belo Horizonte, Minas Gerais, actif entre 2003 et 2016. Leur style musical s'étale également à l'horrorcore, au punk rock, au funk carioca, au gangsta rap et au grindcore. Formé en 2003, le trio composé du professeur Aquaplay (Rafael Mordente), MS Barney (João Carvalho) et MC Carvão (Thiago Machado) — respectivement journalistes, historiens, diplomates et relations publiques — utilisait diverses satire et type d'humour ayant pour thèmes sur le satanisme, la transsexualité, l'antichristianisme, la violence extrême, les drogues, la sympathie pour l'extrême droite, le bukkake, la coprophilie, handicaps (comme la paraplégie et l'autisme), culture hipster, homoérotisme et autres problématiques, traitées avec ironie par les musiciens.
Qualifiés à tort de satanistes, l'humour des membres suscite la polémique, et ils sont même poursuivis en justice et empêchés de chanter certains morceaux dans des concerts, mais ils étaient suffisamment populaires pour que leurs chansons soient diffusées dans les programmes de MTV Brésil et présentées à l'étranger. Le groupe fait également l'objet de publications dans des magazines et d'études académiques sur des sujets qui divisent les opinions. Selon certains auteurs, certains d'entre eux constituent des délits couverts par le code pénal brésilien. D’autres voient que sa veine artistique expose — de manière pionnière sur la scène musicale nationale — des thèmes normalement évités. Les thèmes ont un objectif satirique de la part des membres, n'exprimant pas leur véritable position sur les questions abordées.

## Étymologie
Le nom du groupe s'inspire de l'União Democrática Ruralista (Union démocratique rurale), car le groupe souhaitait un nom qui exprime le conservatisme, contrairement à leurs paroles politiquement incorrectes. L'idée vient de MS Barney. Dans une interview en 2015, MS Barney déclare que l'União Democrática Ruralista était « la chose la plus à droite, la plus dégoûtante et la plus préjugée au monde »
Dans une interview, Aquaplay déclare : « J'allais dire que ça signifie « Udora » sans les voyelles, mais personne n'a encore compris cette blague. L’idée était d’utiliser un acronyme basé sur quelque chose qui faisait référence à un puritanisme et un conservatisme extrêmes. Au départ, l'intention était d'utiliser « TFP », à cause de ce mouvement Trabalho, Família e Propriedade ou quelque chose comme ça. Mais ensuite Barney a eu l'idée d'utiliser « UDR » à cause de l'União Democrática Ruralista, un parti extrêmement conservateur. On a aimé l’idée et on a accepté. Quoi qu’il en soit, le nom du groupe n'a pas forcément la même signification que l’acronyme dont on le tire. C'est juste un acronyme ».
L'acronyme est également utilisé comme União, Devoção e Repeito, un acronyme utilisé par le groupe lui-même sur sa page officielle Bandcamp, et dans certains clips disponibles surYouTube, comme une republication du single Quati Mandril, en 2015.

## Histoire
Le groupe, tel qu'on l'appelait, est formé en 2003 par Rafael Mordente (Prof. Aquaplay), Thiago Machado (MC Carvão) et João Carvalho (MS Barney) ; avec une brève inclusion de MC Carniça dans ses premiers mois.

### Débuts etCurrando o Ayatolá(1999–2002)
Entre 1999 et 2002, les trois membres ont déjà joué dans des groupes de genres différents. Avec l'avènement d'Internet, ils migrent leur créativité et leur sens de l'humour vers les enregistrements à domicile. Ainsi, ils commencent à composer à l’aide de logiciels audio rudimentaires et d’instruments anciens enregistrés sur cassette audio.
Sur le site web (désormais disparu) TramaVirtual, UDR publie ses morceaux, parmi lesquelles Currando o Ayatolá Ao Vivo, un album avec certaines des morceaux du groupe interprétés en direct. De nombreux fans considèrent également les versions bêta/démo des morceaux (à l'époque où MC Carniça était encore membre du groupe) comme des chansons de l'album, même si, selon les publications du groupe, ces reprises live ne sont prises en compte que comme des morceaux de l'album.

### Succès (2003–2016)
En trio (puisque MC Carniça avait quitté le groupe pendant les enregistrements bêta, à la mi-avril 2003), le groupe sort son premier album, Seringas Comparadas Vol 2 (Concertos para Fagote Solo, à Sí Bemol), qui gagne en popularité dans la scène underground. Le morceau Bonde da Orgia de Travecos, de cet album, devient le plus grand succès d'UDR, abordant des thèmes qui reviendront dans plusieurs morceaux du trio, comme la transsexualité, le sexe en groupe et la coprophilie. En plus de cela, l'album contient des références claires au satanisme et à l'antichristianisme, comme Vômito Podraço et Bonde de Jesus. Cependant, le morceau le plus polémique est Bonde do Aleijado, qui mènerait, des années plus tard, à un procès qui les empêcherait de le jouer en live,.
En 2004, le groupe sort son deuxième album, Jamo Brazil Voodoo Macumba Kung Fu..., avec des morceaux tels que Oh, Mefisto (une parodie de Jesus Cristo de Roberto Carlos), Gigolô Autoditada et O Hacker do Amor (une parodie de Rap do Solitário de MC Marcinho), sorti lors de la tournée O Amor Move Montanhas. C'est grâce à cet album que le groupe se fait connaître à l'échelle nationale et participe à des festivals de metal,. Lors de l'événement Kool Metal Fest 6, le premier — et le seul — DVD est enregistré, en juin 2005, avec des groupes de grindcore. C'était la dernière représentation avant le départ de MS Barney La même année, l'album WARderley sort, avec la participation de Barney sur certains morceaux précédemment enregistrés. L'album comprend Dança do Bukakke, Som do Natal, Avião Brutal do Scat, O Cais et Rock and Roll Anticósmico da Morte (une parodie de Time Is Running Out de Muse).
Avec le départ de Barney, Aquaplay et Carvão décident de ne mettre personne à sa place et continuent en duo. Dans cette formation, le groupe augmente sa programmation et fait diffuser ses chansons sur MTV Brésil,. Selon Aquaplay, « Carvão et moi avons réussi à avancer et, à ma grande surprise, on est dans un groupe qui cherchait maintenant — et obtient — des résultats. Cela ne m'était jamais arrivé auparavant ». En 2007, sort l'EP O Shape do Punk do Cão, avec des chansons courtes, des morceaux de grindcore et techno, tels que Não é Tarde para Dizer a Someone que Você Tem HPV et Gordinho, Você não é DJ, faisant allusion au producteur et l'un des membres de Bonde do Rolê, Rodrigo Gorky.
En 2008 sort Bolinando Straños, qui apporte un style plus différent des albums précédents, avec une plus grande utilisation de synthétiseurs et d'arrangements vocaux. All Our Fans are Gay et Você é Moderno e Eu Te Odeio faisaient partie de l'album sorti à Londres. Peu de temps avant le lancement, Carvão et Aquaplay jouent un tour au public en annonçant le départ de Carvão et Aquaplay organise un concours pour intégrer un nouveau membre. D'un autre côté, le duo déclare plus tard que c'était une blague en sortant le nouvel album. Cependant, à la fin de l'année, le groupe se sépare effectivement. MC Carvão se consacre à d'autres projets, tels que Fadarobocoptubarão, et Grupo Porco de Grindcore Interpretativo. Il participe également à un album de Madame Rrose Sélavy.
En 2011, UDR annonce le retour, dans sa formation classique, du professeur Aquaplay, MS Barney et MC Carvão. À cette occasion, les singles Todos Shora et Odiadores vai Odiar sortent, ainsi que de nouveaux morceaux, comme Eu Passe meu Pinto em Algo Coisa sua et l'album live Racha de Chevettes sort sur SoundCloud,. Entre 2012 et 2015, le groupe sort les morceaux Soninho Gostoso de Belphegor, Bombayse, UIS KY A COCO (Heavy Drugs) et Passivo Agressivo.
En octobre 2014, Aquaplay sort son premier travail solo, l'EP Quimera, contenant quatre nouvelles compositions. Le 15 mai 2015, le groupe sort le single Quati Mandril, qui devient le dernier morceau du trio dans sa carrière et, à la suite d'un procès qui aurait pu aboutir à l'arrestation du groupe, ils annoncent la fin de leurs activités en juillet 2016.

### Séparation
Après plus de 10 ans d'existence du groupe (officiellement formé en 2003), le groupe est condamné par le tribunal de l'État du Minas Gerais pour « incitation au crime et à la discrimination dans leurs paroles » en juin 2016 ; le groupe, à son tour, n'était pas d'accord avec la décision privilégiée, mais doit finalement mettre fin à ses actions. Dans un message officiel, le groupe déclare : « UDR communique à tous ses fans la fin de ses activités et l'annulation de sa participation aux éventuels événements programmés auparavant. UDR réitère qu'elle a toujours favorisé l'inclusion, la lutte contre toutes formes de préjugés et la remise en question des maux de notre société, à travers la satire et la moquerie, UDR est reconnaissant pour l'affection de tous nos fans. »
La peine, fixée à trois ans, cinq mois et sept jours de prison, en plus d'une amende de 120 jours, est remplacée par deux restrictions des droits. Par conséquent, les musiciens devaient fournir des services à la communauté ou à des entités publiques, en plus de payer quatre salaires minimum à l'époque (environ 3 520 R$).

## Style musical
Sans aucune influence directement citée, les membres du groupe le qualifient de manière comique de funk satanique ou de rock 'n' roll anti-cosmique de la mort. MS Barney, dans une interview, déclare que le groupe admire Rogério Skylab et Wesley Willis , ce dernier mentionné dans l'une des morceaux. Le groupe a déjà parodié Roberto Carlos, Muse et cite ironiquement Oficina G3 parmi ses influences.

## Discographie

### Albums studio
- 2000 : Currando o Aiatolá[22]
- 2003 : Seringas Compartilhadas Vol. 2 (Concertos para Fagote Solo, em Sí Bemol)
- 2004 : Jamo Brazilian Voodoo Macumba Kung Fu...
- 2005 : WARderley
- 2008 : Bolinando Straños

### Albums live
- 2000 : Currando o Aiatolá Ao Vivo[22]
- 2011 : Racha de Chevettes

### EP
- 2007 : O Shape do Punk do Cão

### Singles
- 2006 : As Curitibanas Mais Taradas
- 2008 : Tabacudo (avec Fiddy)
- 2008 : Bonde da Orgia de Travecos
- 2011 : Todos Shora
- 2011 : Odiadores Vão Odiar
- 2012 : AIDS se te pego